# غوردون ويلسون (مهندس معماري)
غوردون ويلسون (بالإنجليزية: Gordon Wilson)‏ هو مهندس معماري نيوزيلندي، ولد في 27 نوفمبر 1900 في برث في أستراليا، وتوفي في 23 فبراير 1959.